# Heinrich Scheuch

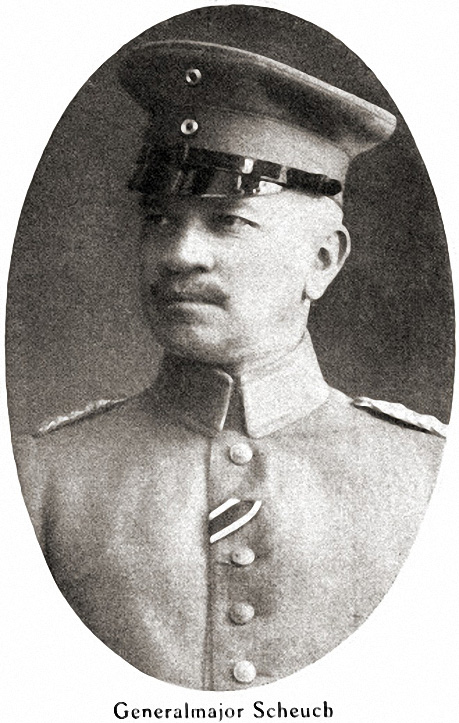
Foto de general do Heinrich Scheuch

Heinrich Scheuch (Sélestat, 21 de Junho de 1864 — Bad Kissingen, 3 de Setembro de 1946) foi tenente-general e ministro da guerra da Prússia de 9 de outubro de 1918 a 2 de janeiro de 1919.